# Maria-preta-ribeirinha
Caça-moscas-preto-do-orinoco ou maria-preta-ribeirinha (Knipolegus orenocensis) é uma espécie de ave da família Tyrannidae.
Pode ser encontrada nos seguintes países: Brasil, Colômbia, Equador, Peru e Venezuela.
Os seus habitats naturais são: matagal húmido tropical ou subtropical.